# Tanzfigur
Eine Tanzfigur oder auch nur Figur ist ein in sich abgeschlossener, geplanter Bewegungsablauf beim Tanzen.
Eine Tanzfigur besteht aus Schritten, oder „Sprüngen“ (* Kunst auch als figuratives Plateau, siehe ’Tony Cragg’{dancing figures.}) Einige der heutigen Figuren im Gesellschaftstanz sind aus dem Volkstanz übernommen worden. Die folgende Liste erläutert die verschiedenen Klassen von Tanzfiguren und führt wichtige Grundfiguren an, wobei beides auf den Gesellschaftstanz beschränkt ist.

## Drehungen
- Spot Turn (dt. „Platzdrehung“) – ein Dreischritt-Drehung (Lateinamerikanische Tänze, Salsa)
- Pivot Turn (dt. „Achsendrehung“)
- Spin (Lateinamerikanische Tänze)
- Spiral (dt. „Spiraldrehung“) (Lateinamerikanische Tänze)
- Hook Turn (dt. „Hakendrehung“) (Lateinamerikanische Tänze)

## Wickelfiguren
Eine Wickelfigur ist eine Kombination verschiedener Drehungen mit gleichzeitigem mehrfachem Wechsel der Tanzhaltung. Meist sind diese Figuren für Zuschauer kaum nachvollziehbar und erzeugen den Eindruck, die Tanzpartner würden „eingewickelt“ oder „sich verknoten“. Typisch sind Wickelfiguren für die Salsa und den Discofox, andere Tänze kennen meist nur relativ einfache Wickelfiguren oder deren Eingänge wie etwa:
- Brezel: Discofox, Salsa. Die Brezel selbst ist noch keine Wickelfigur, dient aber als Eingang für zahlreiche solche Figuren.
- Körbchen: Discofox, Salsa, Lateinamerikanische Tänze. Die Dame wird in ihren eigenen Arm gewickelt und an die Seite des Herrn gedreht.
- Türkisches Handtuch: Lateinamerikanische Tänze, Discofox, Salsa. Die Tanzpartner reiben ihre Rücken aneinander und führen mit den Armen Bewegungen aus, als würden sie sich mit einem Handtuch den Rücken abtrocknen.

Echte Wickelfiguren sind etwa:
- Rope Spinning: Discofox.

## Fallfiguren
Unter Fallfiguren versteht man solche Figuren, bei denen ein Tanzpartner den eigenen sicheren Stand zeitweise aufgibt, wobei jedoch stets mindestens ein Fuß den Boden berührt. Fallfiguren sind in allen Tänzen verbreitet, sie dienen oft der künstlerischen Darstellung von „Hingabe“ an den oder „Abhängigkeit“ vom Tanzpartner, bei Schaudarbietungen werden sie hauptsächlich als Blickfänger verwendet.
- Tote Frau, Rock ’n’ Roll. Hier lässt sich die Dame „steif wie eine tote Frau“ rückwärts in die Arme des Herrn fallen, um von diesem sofort wieder aufgerichtet zu werden.

## Hebefiguren, Lifts, Aerials

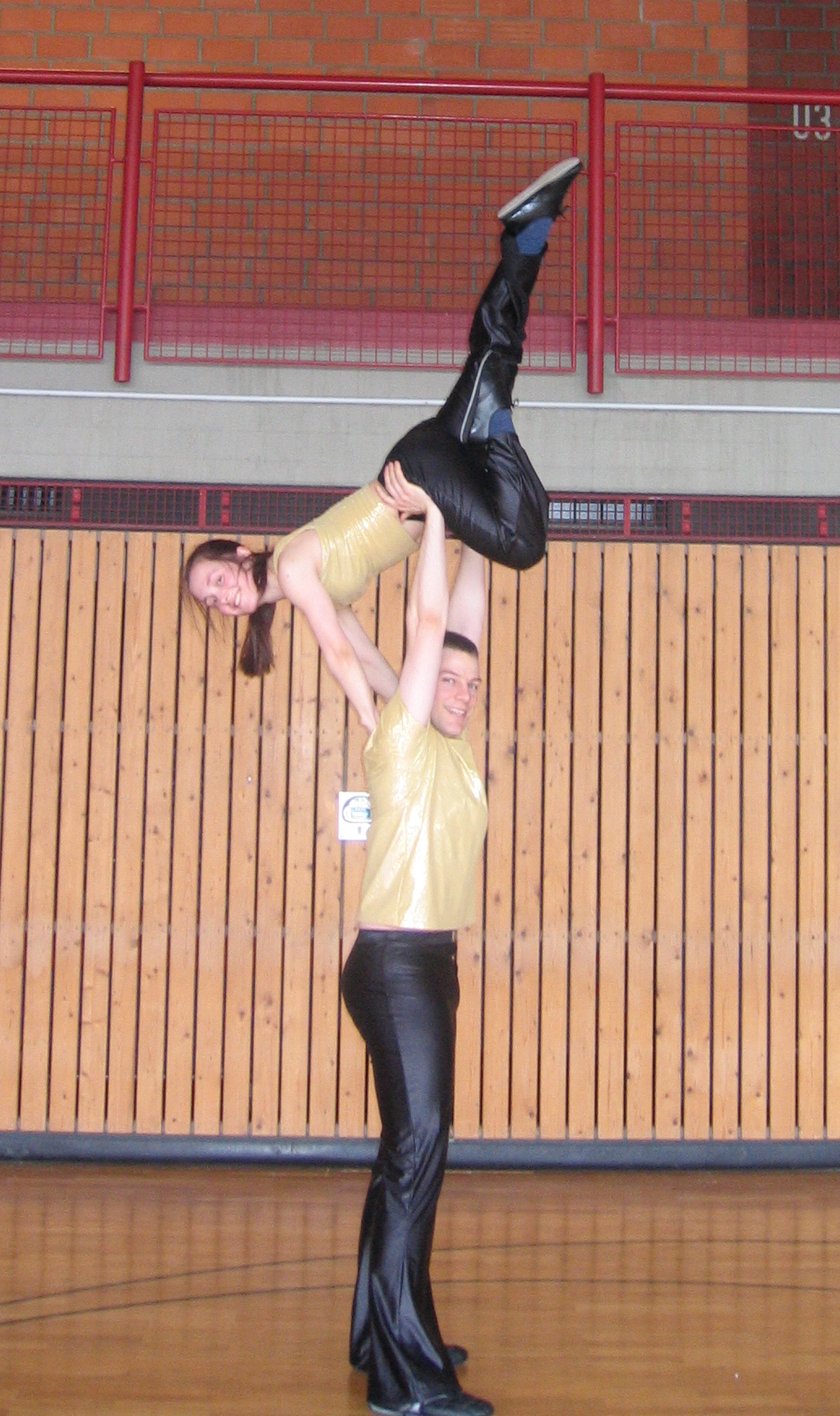
Der Schwan, eine einfache Hebefigur im Rock'n'Roll.

Unter Hebefiguren, engl. auch Lifts oder Aerials genannt, versteht man (im Vergleich zu Rotationsfiguren eher statische) Figuren, bei denen ein Tanzpartner den Boden mit steter Unterstützung durch den Tanzpartner zeitweise völlig verlässt.
Hierzu zählen u. a.
- Schwan,
- Flieger (bekannt aus dem Film Dirty Dancing),
- Stütz (auch Stemmer, Joch, D-Eis),
- C-Eis und
- Kerze

aus dem Rock ’n’ Roll.

## Rotationsfiguren
Als Rotationsfiguren bezeichnet man solche Figuren, bei denen ein Partner den Boden verlässt und unter Beibehaltung des Körperkontakts beliebig oft wiederholt um die Körperlängsachse des anderen Partners (i. d. R. des Herrn) dreht. 
Beispiele sind 
- Dulaine,
- (A-/C-) Kugel,
- Wickler und
- Teller

aus dem Rock ’n’ Roll.